# Sophie Van der Linden
Sophie Van der Linden, née à Paris en 1973, est une romancière et critique littéraire française, spécialiste de l'album pour la jeunesse.

## Biographie
Sophie Van der Linden suit des études de lettres modernes et arts visuels[réf. souhaitée], avant de publier en 2000 la première monographie consacrée à l'auteur-illustrateur jeunesse Claude Ponti, aux éditions Être, ouvrage pour lequel elle reçoit en 2001 le prix de la critique, remis par l'Institut international Charles-Perrault.
Suivront d'autres ouvrages de référence, dont Lire l'album (L'Atelier du poisson soluble, 2006) et Album[s] (Actes Sud « Encore une fois », 2013).
Elle est aussi éditrice (De Facto éditions), elle a notamment publié les guides Je cherche Un livre pour un enfant en 2011, en co-édition avec Gallimard Jeunesse, et rédactrice en chef de la revue Hors-Cadre[s], et en 2021 Tout sur la littérature jeunesse : De la petite enfance aux jeunes adultes,.
Depuis 2013, elle est l'auteur de romans, en littérature générale, aux éditions Buchet/Chastel. Son premier roman, La Fabrique du monde, a reçu le prix Palissy, ainsi que le prix Jeune Mousquetaire et fut sélectionné pour le prix du premier roman et le prix des libraires.[réf. souhaitée].
Elle a aussi publié en littérature générale : L'Incertitude de l'aube (2014), De terre et de mer (2016), Après Constantinople (Gallimard, coll. « Sygne », 2019) et Arctique solaire (Denoël, 2024).

## Œuvres

### Romans
- La Fabrique du monde, éditions Buchet/Chastel, août 2013, 156 p. ; réédition, Paris, Gallimard, coll. « Folio » no 5817, 2014, 143 p.  (ISBN 978-2-07-045817-2) ; réédition, Paris, Libretto, coll. « Littérature étrangère », 2025, 128 p.  (ISBN 978-2-36914-955-2) Prix Palissy, prix Jeune Mousquetaire, prix du livre Pourpre
- L’Incertitude de l'aube, éditions Buchet/Chastel, août 2014, 160 p.
- De terre et de mer, éditions Buchet/Chastel, août 2016, 160 p. ; réédition, Paris, Gallimard, coll. « Folio » no 6578, 2019, 144 p.  (ISBN 978-2-07-271833-5)
- Après Constantinople[6], éditions Gallimard, coll. « Sygne », janvier 2019, 160 p.  (ISBN 978-2072803345)
- Arctique solaire[7], éditions Denoël, janvier 2024, 128 p.  (ISBN 978-2-207-18029-7)

### Guides et ouvrages de critiques littéraires
- Claude Ponti, Paris, Éditions Être, octobre 2000, coll. « Boîtazoutils », 320 p. Prix 2001 de la critique en littérature Jeunesse (IICP).
- Lire l’album, L'Atelier du poisson soluble, mai 2006, 168 p.
- Images des livres pour la jeunesse (dir.), SCEREN-Thierry Magnier, octobre 2006, 234 p.
- Para ler o livro ilustrado, Cosac Naify, São Paulo, 2011
- Je cherche un livre pour un enfant – Le guide des livres pour enfants de la naissance à sept ans, coédition Gallimard Jeunesse-Éditions De Facto, mai 2011, 146 p.
- Album[s], en collaboration avec Olivier Douzou, De Facto-Actes Sud, 2013, 144 p.
- Tout sur la littérature jeunesse : De la petite enfance aux jeunes adultes[3],[4], Gallimard Jeunesse, 2021, 288 p.
- 100 grands livres pour les petits, avec Raphaële Botte, Gründ, 2021, 240 p.

### Contributions à des ouvrages collectifs
- L'Art de jouer d'Hervé Tullet, Images et inspirations d'une vie de créativité, Bayard Jeunesse, 2023, 288 pages  (ISBN 9791036364655)
- « The picturebooks in France since the sixties : a kaleidoscopic scenario », in Bologna, Fifty Year's of Children's Books from around the world. Bononia University Press, 2013.
- « Books by Nikolaus Heidelbach, or the child that I was », Almost Alone. Drawings for Everyone, Nikolaus Heidelbach, Catalogue, Hamelin Associazione Culturale, Editrice Compositori, Bologna, 2011.
- « Le Noir, du point de vue symbolique », dans Lumières sur le noir, Une sélection de 209 livres de jeunesse sur le thème du noir dans la littérature de jeunesse, Bruxelles, Communauté Française de Belgique, Service Lettres et Livre, 2010, p. 59–60
- « Traduire l’album : quels choix éditoriaux », avec Marie-Odile Derrien, dans Traduire les livres pour la jeunesse : enjeux et spécificités, Hachette – BnF / Centre national de la littérature pour la jeunesse, 2008, p. 117–128.
- « L’Articulation des messages textuels et iconiques dans les albums pour la jeunesse contemporains », Texte, Image, Imaginaire, J.-L. Tilleuil, M. Watthee-Delmotte (Dir.) L’Harmattan, 2007, p. 353–360.
- « Olivier Douzou », dans Images des livres pour la jeunesse - Lire et analyser, Annick Lorant-Jolly et Sophie Van der Linden (dir.), coédition Thierry Magnier-Sceren, 2006, p. 68–83.
- « Les Albums "sans" », dans Le livre pour enfants - Regards critiques offerts à Isabelle Nières-Chevrel, Cécile Boulaire (dir.), PUR, p. 189-197.
- 20 articles dans Encyclopedia of Children’s literature, New York, Oxford University Press, 2006.
- « L’Album en liberté », dans Littérature de jeunesse : incertaines frontières (dir. Isabelle Nières-Chevrel), actes du colloque de juin 2004, Cerisy-La-Salle, octobre 2005.
- « Le Loufoque, entre humour et intertextualité », in Figures du loufoque à la fin du XXe siècle, sous la dir. de J.P. Mourey et J.B. Vray, CIEREC, Université de Saint-Étienne, 2003, p. 283-289.
- « Livres pour l’enfant, livres sur l’enfant — Les albums pour la jeunesse de Tomi Ungerer entre 1957 et 1971 », dans Tomi Ungerer à New-York, Strasbourg, La Nuée bleue, octobre 2001, p. 89-112.

### Articles
- Michel Abescat et Sophie Van der Linden, « Comment offrir aux ados une alternative au prêt-à-lire ? », sur Télérama, 10 novembre 2017 (consulté en juillet 2025)